# Irving van Nes
Irving van Nes (Willemstad (Curaçao), 18 december 1949) is een voormalig Nederlands hockeyer.
Van Nes debuteerde in de Nederlandse hockeyploeg op 15 mei 1971 tijdens een wedstrijd in Eindhoven tegen Frankrijk (2-1 winst). Hij maakte deel uit van de selectie die deelnam aan de Olympische Spelen van 1972 (vierde plaats). In 1973 zijn de wereldkampioenschappen in Amstelveen. Het Nederlandse team bestaat verder uit André Bolhuis, Thijs Kaanders, Coen Kranenberg, Ties Kruize, Wouter Leefers, Flip van Lidth de Jeude, Paul Litjens, Frans Spits, Maarten Sikking, Nico Spits, Ron Steens, Bart Taminiau en Jeroen Zweerts. Coach is Ab van Grimbergen. In de finale staat Nederland tegenover India. India wordt met strafballen verslagen. In totaal speelde Van Nes 19 interlands voor de Nederlandse ploeg, waarin hij eenmaal doel trof.
In clubverband speelde Van Nes voor EMHC, HC Klein Zwitserland en Oranje Zwart. Binnen de KNHB was Van Nes na zijn hockeycarrière bestuurslid en penningmeester.
Tijdens zijn studententijd was hij lid bij het Eindhoven Studenten Corps en richtte Heerendispuut Audumla op.
André Bolhuis · 
Jan Willem Buij · 
Marinus Dijkerman · 
Thijs Kaanders · 
Coen Kranenberg · 
Ties Kruize · 
Wouter Leefers · 
Flip van Lidth de Jeude · 
Paul Litjens · 
Irving van Nes · 
Maarten Sikking · 
Frans Spits · 
Nico Spits · 
Bart Taminiau · 
Kik Thole · 
Piet Weemers · 
Jeroen Zweerts ·
Coach: Ab van Grimbergen